# Lispe rufitibialis
Lispe rufitibialis este o specie de muște din genul Lispe, familia Muscidae, descrisă de Macquart în anul 1843. Conform Catalogue of Life specia Lispe rufitibialis nu are subspecii cunoscute.